# Мити, Мвапе
Мвапе Мити (англ. Mwape Miti; 24 мая 1973) — замбийский футболист, нападающий.

## Карьера
Перед сезоном 1995 года Мвапе, выступавшим за «Мулунгуши Чифс», заинтересовался действовавший чемпион страны — «Пауэр Дайнамоз». В составе «Пауэр» он сразу стал одним из ключевых игроков, образовав хорошую игровую связку с местными ветеранами Лайносом Маквазой и Тенантом Чилумбой, а к сезону 1997 года уже был капитаном. Эти успехи побудили датского тренера Роальда Поульсена сначала вызвать Мити и его одноклубника Эндрю Тембо в сборную Замбии, с которой они завоевали «бронзу» на Кубке африканских наций 1996 года, а затем взять с собой в клуб «Оденсе», куда они втроём пришли в 1996 году.
В «Оденсе» Мити отыграл девять сезонов, все они были проведены в Суперлиге кроме сезона 1998/99, когда клуб на год опускался в Первый дивизион и выиграл его. Кроме этого с Мити команда выиграла лишь Кубок Дании 2001/02, а в последнем его сезоне в Дании (2005/06) стала третье в чемпионате. Личным успехом Мити стало первенство в споре бомбардиров чемпионата в сезоне 2003/04, когда он с показателем в 19 голов поделил его с Томми Бехманном, Мохаммедом Зиданом и Стеффеном Хёйером. Во время годичного пребывания в первом дивизионе Мити также стал с 21 голом лучшим бомбардиром лиги, поделив это звание с Кристианом Лундбергом.
Выступления за сборную Мвапе прекратил после Кубка африканских наций 2000 года. Причиной завершения его карьеры в 2006 году стала травма колена. В прощальном матче игрока приняли участие Команда всех звёзд Мити, которой руководил Роальд Поульсен, и Дрим Тим Тембо; основное время закончилось вничью (7:7), а по пенальти выиграла команда Мити (2:0).

## Достижения

### Командные
Как игрока национальных сборных Замбии:
- Кубок африканских наций:
  - Бронзовый призёр: 1996
  - Участник: 2000
- Кубок КОСАФА:
  - Победитель: 1997

Как игрока «Оденсе»:
- Суперкубок Дании:
  - Финалист: 2002
- Чемпионат Дании:
  - Третье место: 2005/06
- Первый дивизион Дании:
  - Победитель: 1998/99
- Кубок Дании:
  - Финалист: 2001/02

### Личные
Как игрока «Оденсе»:
- Чемпионат Дании:
  - Лучший бомбардир: 2003/04
- Первый дивизион Дании:
  - Лучший бомбардир: 1998/99